# 盛利 (教授)
盛利，南京大学物理系教授，研究领域为低维和介观系统中电子、自旋输运性质等，中华人民共和国教育部2012年度“长江学者”特聘教授。

## 生平
1987年至1996年，就读于南京大学物理系，先后获得学士、硕士、博士学位。2008年起，在同校任教授。